# Miss Tierra 2006
Miss Tierra 2006 fue la 6.ª edición del certamen de belleza Miss Tierra, que tuvo lugar el 26 de noviembre de 2006 en los jardines del Museo Nacional de Filipinas, Manila, Filipinas. El concurso fue ganado por Hil Hernández de Chile. 
El evento fue pensado originalmente que se celebrará en Santiago de Chile el 15 de noviembre, pero los organizadores chilenos no cumplieron los requisitos. Al final, los propietarios del desfile de Carrusel Producciones decidieron celebrar el desfile en las Filipinas, donde se habían realizado todos los concursos anteriores de Miss Tierra, a pesar de tener menos de dos meses para prepararse para el evento. 
Se esperaba que participaran más de 100 concursantes, pero solo 82 finalmente participaron. Sin embargo, seguía siendo la más alta rotación externa para el evento.

## Resultados

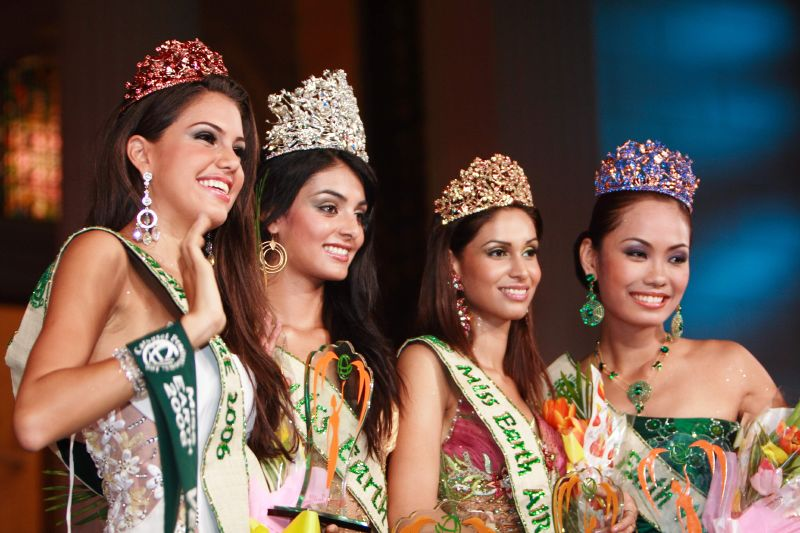
Miss Tierra 2006 y las finalistas (Fuego, Tierra, Aire y Agua).

| Resultados finales       | Finalistas |
| ------------------------ | --- |
| Miss Tierra 2006         | - Chile - Hil Hernández |
| Miss Tierra - Aire 2006  | - India - Amruta Patki |
| Miss Tierra - Agua 2006  | - Filipinas - Catherine Untalan |
| Miss Tierra - Fuego 2006 | - Venezuela - Marianne Puglia |
| Finalistas (Top 8)       | - República Checa - Petra Soukupová - Egipto - Meriam George - Panamá - Stefanie de Roux - Polonia - Francys Sudnicka |
| Semifinalistas (Top 16)  | - Bahamas - Leandra Pratt - Bosnia y Herzegovina - Bosena Jelcic - China - Zhou Mengting - Francia - Anne Charlotte Triplet - Santa Lucía - Cathy Daniel - Eslovaquia - Judita Hrubyova - España - Rocío Cazallas - Estados Unidos - Amanda Pennekamp |

### Premios especiales

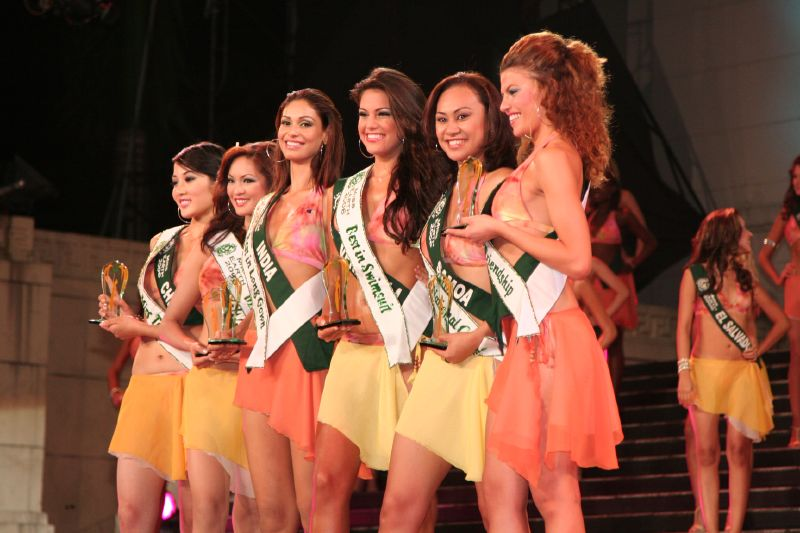
Ganadoras de los premios especiales que otorgó Miss Tierra 2006.

| Premio                    | Candidata                                      |
| ------------------------- | ---------------------------------------------- |
| Miss Fotogénica           | Canadá - Riza Raquel Santos                    |
| Mejor Traje Nacional      | Samoa - Mililani Vienna Tofa                   |
| Miss Simpatía             | Italia - Maria Lucia Leo                       |
| Miss Talento              | China - Zhou Mengting                          |
| Miss Talento              | Vietnam - Vũ Nguyễn Hà Anh (Primera finalista) |
| Mejor en Traje de Baño    | Venezuela - Marianne Puglia                    |
| Mejor en Vestido de Noche | India - Amruta Patki                           |

### Respuesta ganadora
- Pregunta final de Miss Tierra 2006: «¿Qué esfuerzo debe hacer el gobierno del país para detener el calentamiento global?»
- Respuesta de Miss Tierra 2006: «Tenemos que educar a la gente sobre el calentamiento global, debemos ayudarles a controlar la contaminación, crear conciencia global a las industrias más grandes que están implicados en esto, aquí ejecuta la economía, ahora es su turno para cuidar de la madre... Tierra». - Hil Hernández (Chile).

## Panel de jueces
- Abbygale Arenas (Reina de belleza, supermodelo, celebridad y asesora de imagen).
- Catherine Constantinides (Presentadora de televisión y Ecologista, conductora del programa «Lifestyle (TV channel)» en Sudáfrica.
- Tweety de Leon (Supermodelo).
- Justine Gabionza (Reina de Belleza internacional).
- Michel Adam Lisowski (Fundador y Presidente de «Fashion TV»).
- Warner Manning (Ecologista y presidente ejecutivo de «Hong Kong y Shanghai Banking Corporation»).
- Andrea Mastellone (Gerente General de «Traders Hotel Manila»).
- Jose Ramon Olives (Periodista y Vicepresidente de «ABS-CBN Broadcasting Corporation»).
- Dorian Peña (Jugador profesional de baloncesto del equipo de «San Miguel Brewery»).
- Ricky Reyes (Experto en Belleza y Filántropo).
- Tatsuhiko Takahasi (Filántropo y Presidente de «Richmonde Hotel»).
- Lee Chul Woo (Gerente de la compañía «Korean Air» en Filipinas).

## Candidatas
Esta es la lista de las candidatas y los países a los cuales representaron en ese certamen.
| - Albania - Blerta Halili - Alemania - Fatima Funk - Argentina - Andrea Carolina Garcia - Australia - Natalie Newton - Bahamas - Leandra Pratt - Bélgica - Isabelle Cornelis - Bolivia - Jessica Anne Jordan Burton - Bosnia y Herzegovina - Bosena Jelcic - Botsuana - Kefilwe Kgosi - Brasil - Ana Paula Quinot - Canadá - Riza Raquel Buenaventura Santos - Chile - Hil Yesenia Hernández Escobar - China - Zhou Mengting - Corea - Park Hee-Jung - Costa Rica - Maripaz Duarte - Curazao - Kristal Rose Sprock - Dinamarca - Nicoline Qvortrup - Ecuador - María Magdalena Stahl - Egipto - Meriam George - El Salvador - Ana Flor Astrid Machado - Eslovaquia - Judita Hrubyová - España - Rocío Cazallas - Estados Unidos - Amanda Pennekamp - Etiopía - Dina Fekadu - Filipinas - Catherine Untalan - Finlandia - Linnea Aaltonen - Francia - Anne Charlotte Triplet - Gales - Laura Livesy - Georgia - Maria Sarchimelia - Ghana - Mable Naadu Frye - Grecia - Eugenia Lattou - Guadalupe - Ingrid Bevis - Guatemala - Catherine Gregg - Haití - Helan Georges - Honduras - Lesly Gabriela Molina Kristoffp - India - Amruta Patki - Indonesia - Yelena Setiabudi - Inglaterra - Holly Ikin - Irlanda - Melanie Boreham - Islas Caimán - Stephanie Monique Espeut - Italia - Maria Lucia Leo | - Japón - Noriko Ohno - Kenia - Emah Madegwa - Líbano - Nahed Al Saghir † - Liberia - Rachel Njinimbam - Lituania - Evelina Dedul - Macedonia - Ivana Popovska - Malasia - Alice Loh - Martinica - Megane Martinon - México - Alina García - Nepal - Ayushma Pokharel - Nicaragua - Sharon Amador - Nigeria - Ivy Obrori Edenkwo - Noruega - Meria Leroy - Nueva Zelanda - Annelise Burton - Países Bajos - Sabrina van der Donk - Pakistán - Sehr Mahmood - Panamá - Stefanie de Roux - Paraguay - Paloma Navarro - Perú - Valery Caroline Neff - Polonia - Francys Sudnicka - Puerto Rico - Camille Colazzo - República Checa - Petra Soukupová - República Dominicana - Alondra Peña - Rumania - Nicoleta Motei - Rusia - Elena Salnikova - Santa Lucía - Cathy Daniel - Samoa - Mililani Vienna Tofa - Serbia y Montenegro - Dubravka Skoric - Singapur - Shn Juay Shi Yun - Sudáfrica - Nancy Dos Reis - Suecia - Cecilia Harbo Kristensen - Suiza - Laura Ferrara - Tahití - Raimata Agnieray - Tailandia - Pailin Rungratanasunthorn - Taiwán - Chiu Yu-Cheng - Tanzania - Richa Maria Adhia - Tíbet - Tsering Chungtak - Turcas y Caicos - Nicquell Garland - Ucrania - Karina Kharchinska - Venezuela - Marianne Puglia - Vietnam - Vũ Nguyễn Hà Anh |

## Galería

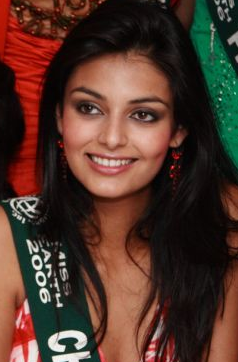
Hil Hernández Miss Chile y Miss Tierra 2006
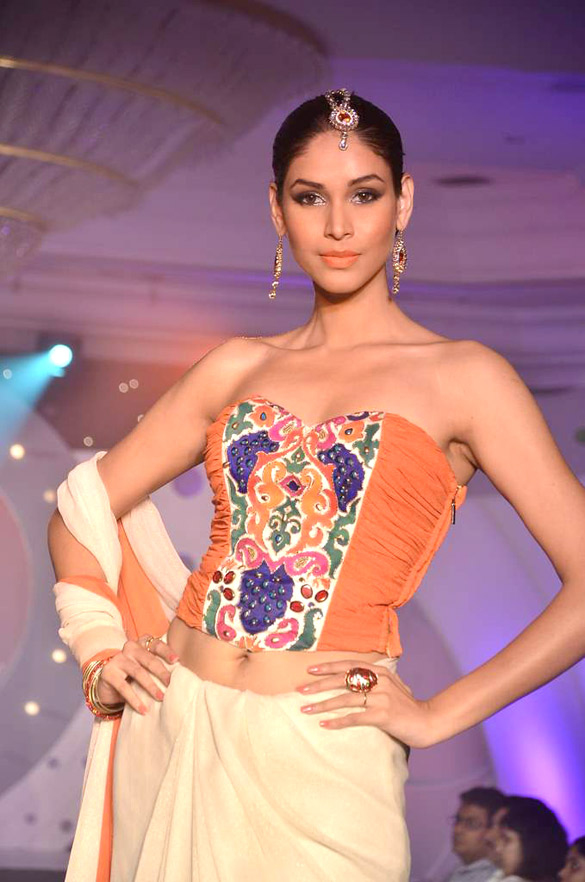
Amruta Patki Miss India y Miss Aire 2006
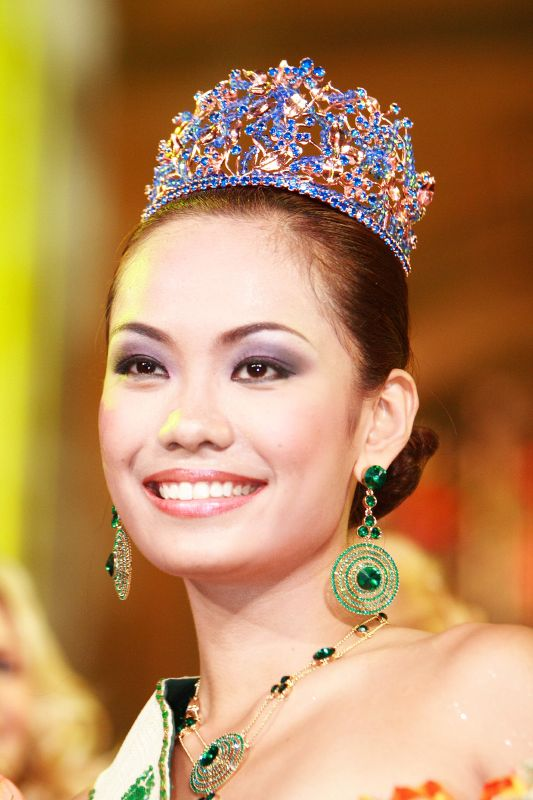
Cathy Untalan Miss Filipinas y Miss Agua 2006
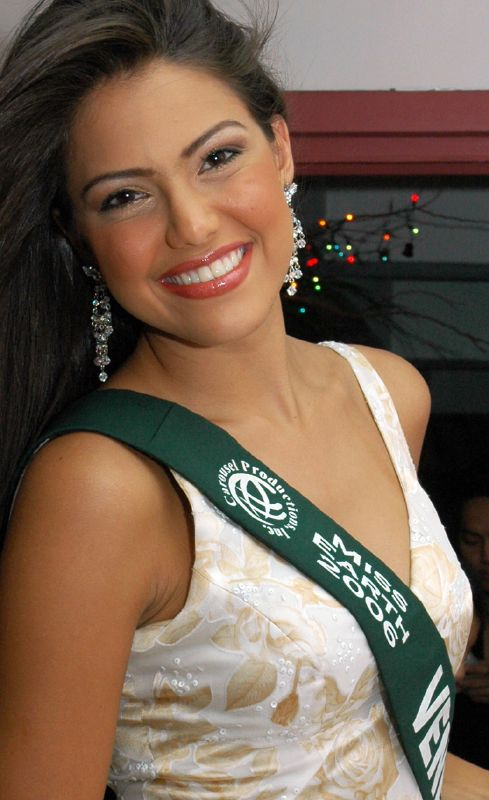
Marianne Puglia Miss Venezuela y Miss Fuego 2006
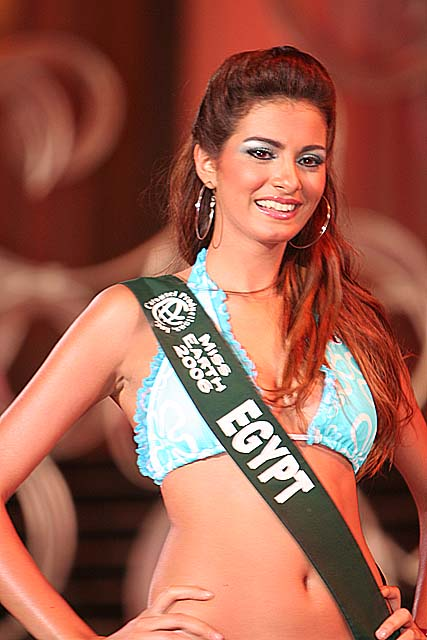
Meriam George Miss Egipto y finalista en Miss Tierra 2006
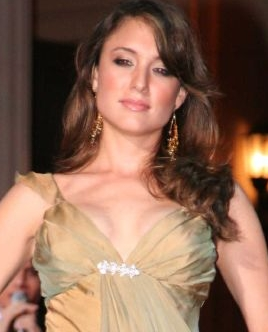
Stefanie de Roux Miss Panamá y finalista en Miss Tierra 2006
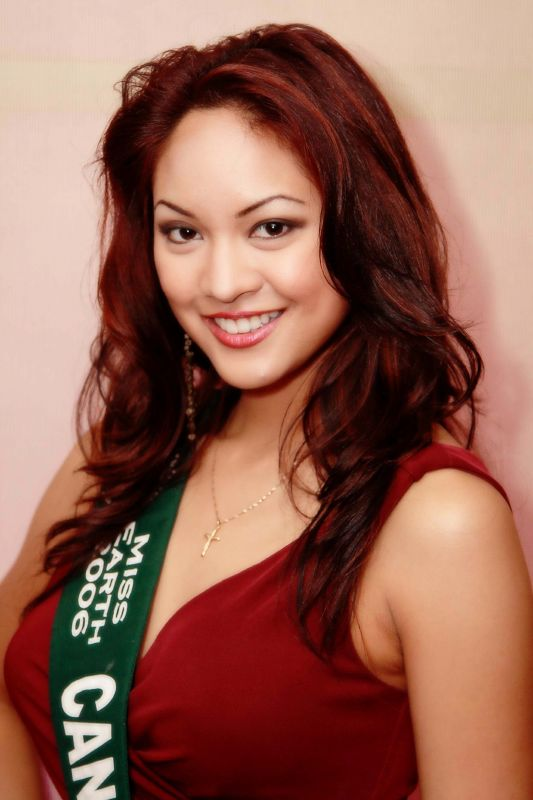
Riza Santos Miss Canadá y Miss Fotogenia 2006
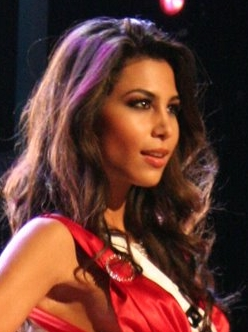
Jessica Jordan Miss Bolivia en Miss Tierra 2006
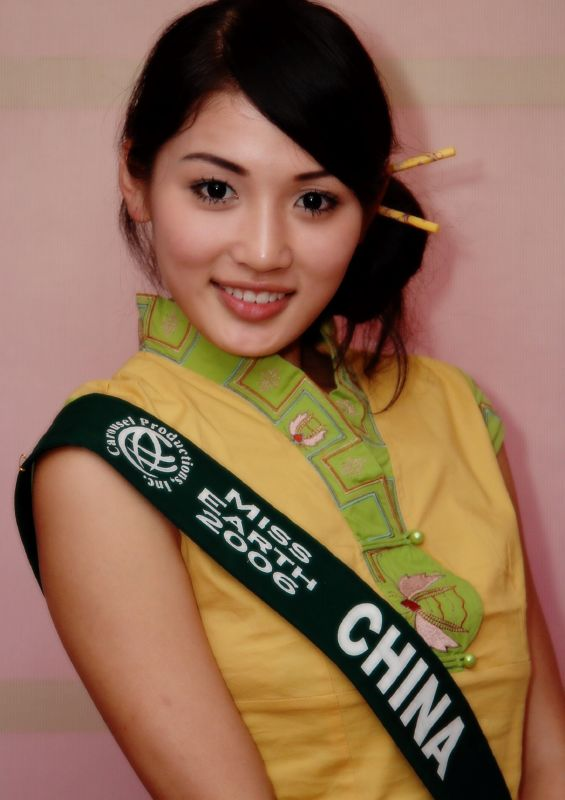
Zhou Meng Ting Miss China en Miss Tierra 2006
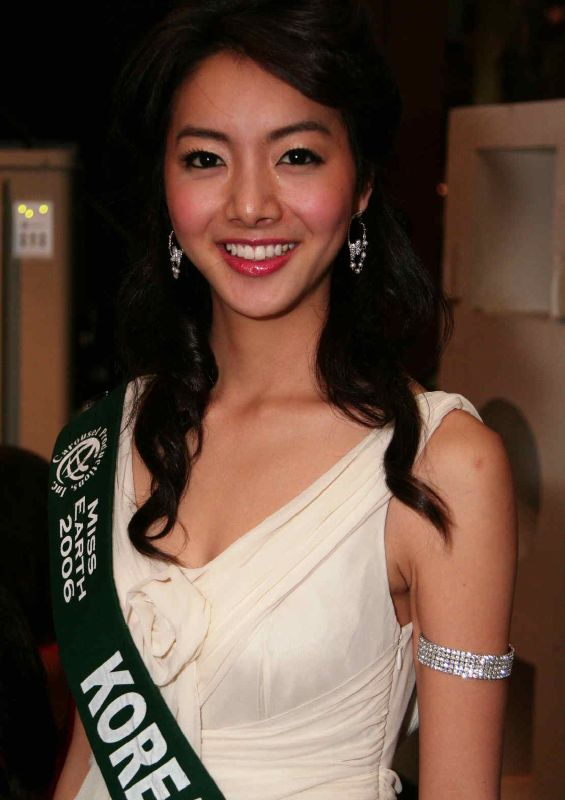
Park Hee-Jung Miss Corea del Sur en Miss Tierra 2006
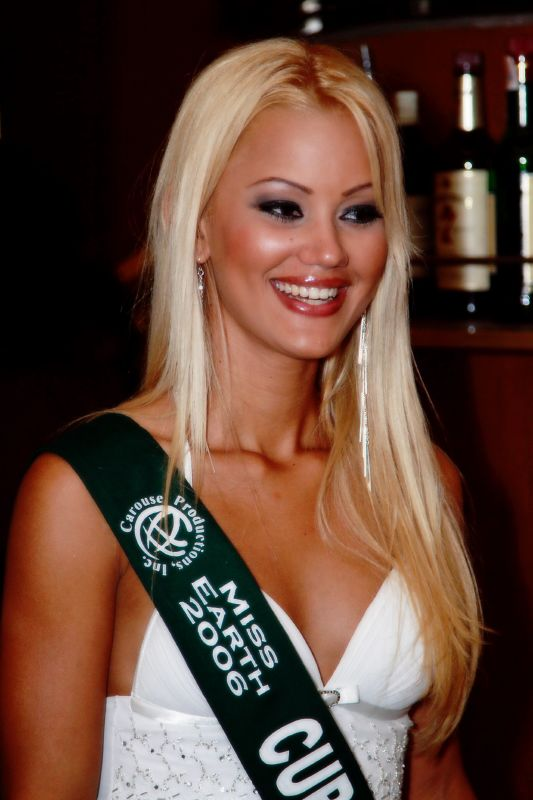
Krystal Sprock Miss Curazao en Miss Tierra 2006
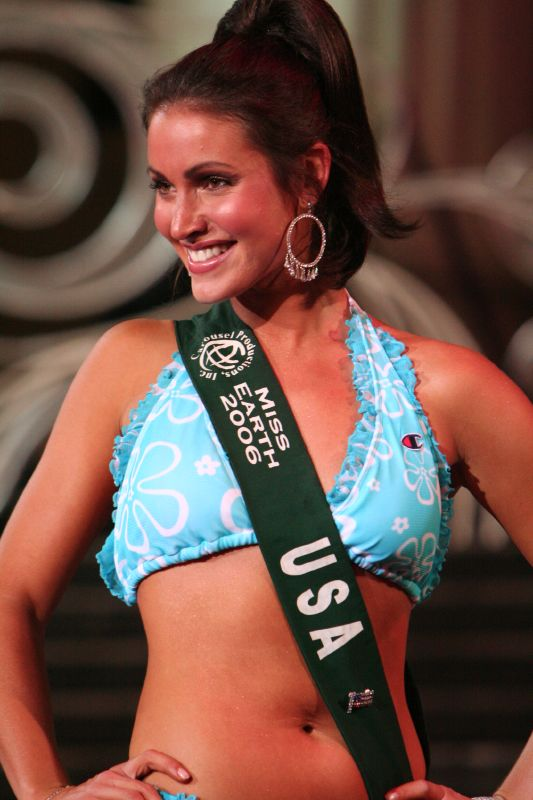
Amanda Pennekamp Miss Estados Unidos en Miss Tierra 2006
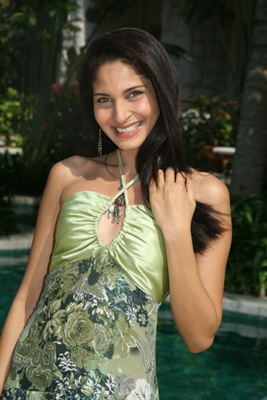
Richa Adhia Miss Tanzania en Miss Tierra 2006

## Eventos preliminares

### Traje de Baño

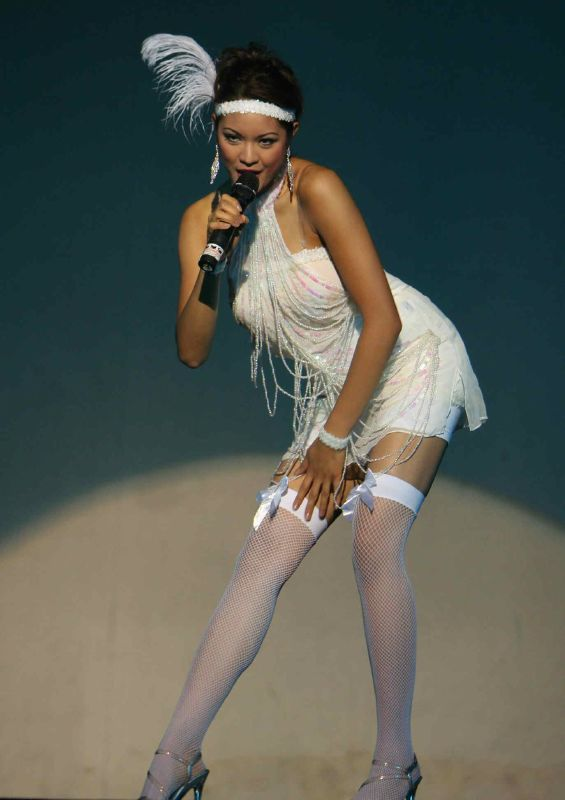
Riza Santos de Canadá en la competencia de talentos.

Las delegadas se dividieron en 3 grupos que competían al mismo tiempo en la competición preliminar, la competencia en traje de baño en 3 lugares diferentes: Trace Aquatic Sports Complex en la localidad de Los Baños, Laguna, Golden Sunset Resort en la localidad de Calatagan, Batangas y en Corón, Palawan. La competición se realizó el 12 de noviembre de 2006.
Las finalistas del grupo de Laguna fueron: Jessica Anne Jordan (Bolivia), Francys Sudnicka (Polonia), Patra Rungratansunthorn (Tailandia), Amanda Pennekamp (Estados Unidos) y Marianne Puglia (Venezuela).
Las finalistas del grupo de Batangas fueron: Ana Quinot (Brasil), Riza Santos (Canadá), Anne Charlotte Triplet (Francia), Paloma Navarro (Paraguay) y Richa Adhia (Tanzania)
Completan el cuadro de 15 finalistas a partir del tercer grupo en Corón, Palawan: Caterine Gregg (Guatemala), Catherine Untalan (Filipinas), Cathy Daniel (Santa Lucía), Raimata Agnieray (Tahití) y Karina Kharchynska (Ucrania).
Las 15 finalistas luego compitieron en el traje de baño de competición final, realizado el 18 de noviembre en el Fontana Park Leisure en Clark Field, Pampanga. De las 15 finalistas, Marianne Puglia de Venezuela fue elegida como la Mejor en Traje de Baño.

### Talento
La competencia de talento se realizó el 22 de noviembre en el Teatro Marikina, Mariquina (Filipinas). 15 de las participantes, elegidas en las competencias preliminares antes del día de la competencia, realizaron su show frente a los jueces y el público. Las semifinalistas fueron Riza Raquel Santos (Canadá), Zhou Mei Ting (China), Kristal Sprock (Curazao), Nicoline Qvortrup (Dinamarca), Maria Stahl (Ecuador), Anne-Charlotte Triplet (Francia), Yelena Setiabudi (Indonesia), Sharon Amador (Nicaragua), Paloma Navarro (Paraguay), Catherine Untalan (Filipinas), Nicoleta Motei (Rumanía), Raimata Agnieray (Tahití), Tsering Chungtak (Tíbet), Nicquell Garland (Turcas y Caicos), y Vu Nguyen Ha Anh (Vietnam). La ganadora del concurso fue Zhou Mei Ting de China.

## Acerca de las naciones participantes

### Debut
- Botsuana
- Curazao
- Gales
- Georgia
- Guadalupe
- Inglaterra
- Irlanda
- Liberia
- Lituania
- Tíbet

## Regresos
- Italia que compitió por última vez en 2001.
- España y Grecia que compitieron por última vez en 2002.
- Albania, Costa Rica, Etiopía, Guatemala y Suiza que compitieron por última vez en 2004.

## Acerca de las participantes
- Anne- Charlotte Triplet de Francia, más tarde gana Miss Francophonie Internationale 2007.
- Judita Hrubyová de Eslovaquia, Dina Fekadu de Etiopía, Melanie Boreham de Irlanda, Francys Sudnicka de Polonia y compitieron en Miss Universo 2006. En ese certamen, Dina Fekadu de Etiopía fue una de las 20 semifinalistas.
- Stefanie de Roux de Panamá compitió en Miss Universo 2003 donde quedó en el top 15.
- Meriam George representó a Egipto en el certamen de Miss Universo 2005.
- Caroline Virgile Bevis de Guadalupe fue delegada en Miss Mundo 2006.
- Laura Livesy de Gales y Lesly Kristoff de Honduras participaron en el concurso de Miss Asia Pacific en 2005.
- Cécilia Harbo Kristensen de Suecia participó en Miss Escandinavia 2004, Miss Internacional 2005, Miss Europa 2006 y Miss Tourism Queen International 2007. También fue semifinalista en Suecia para el concurso de Miss Mundo 2004.
- Jessica Jordan de Bolivia compitió en el Miss Universo 2007, pero sin figurar. Ella después ganó el Reinado Internacional del Café 2008/Miss Internacional Reina del Café 2008 en Colombia.
- Amanda Pennekamp de Estados Unidos fue primera finalista en Miss Estados Unidos 2004.
- Francys Sudnicka de Polonia ganó Miss Turismo Mundial 2000 representando a Venezuela y también compitió en Miss Universo 2006 representando a Polonia, pero sin figurar.
- Pailin Rungratanasunthor de Tailandia compitió en el Amazing Race Asia 3 en el 2008, junto a Miss Universo 2005 Natalie Glebova.
- Riza Santos de Canadá se unió al reality filipino Pinoy Big Brother Celebrity Edition 2, el 14 de octubre de 2007, y finalmente, quedó como 1.ª finalista. Ella compitió en Miss Mundo 2011 en Londres, Reino Unido. Ella también compitió en Miss Universo 2013 en Moscú, Rusia a la edad de 27 años.[6]
- Nahed Al-Saghir del Líbano falleció el 16 de abril de 2011, a causa de complicaciones de una infección renal severa.[7]